# Čížek ohnivý
Čížek ohnivý (Spinus cucullatus) je malý, ohrožený druh pěvce z čeledi pěnkavovitých.

## Popis
Čížek ohnivý je dlouhý kolem 10 cm. Samec je převážně sytě červený s černou hlavou, hrdlem, ocasem a koncem letek, bělavým podbřiškem a spodními ocasními krovkami. Samice má šedou hlavu a spodní část těla; její kostřec a svrchní ocasní krovky jsou červenavé. Prsa samice jsou šedá s červenavými skvrnami a zbývající spodní část těla, křídla a ocas korespondují se samcem. Mladé samice jsou matnější než dospělé a mladí samci jsou spíše hnědí místo červení.

## Rozšíření
Původní rozšíření zahrnuje Trinidad, severní Kolumbii, severní Venezuelu (kde se mu říká cardenalito) a Guyanu. V této původní domovině byl hojný až do počátku 20. století, avšak široce rozšířený, intenzivní odchyt pro klecový chov přivedl populaci čížka ohnivého na pokraji vyhynutí. Novodobý výskyt druhu je omezen na roztroušené malé populace v severní Venezuele a na jedinou populaci v jihozápadní Guyaně. Populace v Trinidadu byla vyhubena, od roku 1960 zde čížek ohnivý nebyl zjištěn. Introdukovaná populace v Puerto Ricu je také blízko vyhynutí. V roce 2018 byla celková populace odhadována na 1500–7000 jedinců.

## Ekologie
Čížek ohnivý obývá otevřenou krajinu, lesní okraje a travnaté oblasti se stromy nebo keři. Je semenožravý, silně přelétavý. V případě vyšší početnosti vytváří polostěhovavá hejna.
Volá vysokým štěbetáním a ostrým či-tit podobajícím se volání stříbrozobky malabarské. Zpěv samce se podobá stehlíkovi, se štěbetáním a trylky.

## Ohrožení
Čížek ohnivý je považovaný za ohrožený druh. Největší ohrožení pro něj představuje intenzivní ilegální odchyt pro prodej do klecových chovů. Lov čížků ohnivých je ve Venezuele sice zakázán již od 40. let 20. století, nicméně vynucování zákazu je pro místní autority problematické, jelikož k aktivitě pytláků dochází hlavně v odlehlých částech Venezuely s nedostatečnou přítomnosti policejních složek. Atraktivní je pro chovatele hlavně to, že se čížek ohnivý může křížit s hojně chovanými kanáry. Čížek ohnivý navíc ještě čelí ztrátě příhodných stanovišť, která bývají zabírána zemědělci. Naději pro tento vysoce ohrožený druh může znamenat objev v roce 2003, kdy byla v jižní Guyaně nalezena populace o několika tisících ptáků. Tato populace je od venezuelských čížků asi ∼950 km daleko. Druh je zařazen v katalogu CITES do přílohy I. 